# Lescout
Lescout est une commune française située dans le sud du département du Tarn, en région Occitanie. Sur le plan historique et culturel, la commune est dans le Castrais, un territoire essentiellement agricole.
Exposée à un climat océanique altéré, elle est drainée par le Sor, le ruisseau du Taurou, le ruisseau de Malric et par deux autres cours d'eau.
Lescout est une commune rurale qui compte 774 habitants en 2022, après avoir connu une forte hausse de la population depuis 1968.  Elle fait partie de l'aire d'attraction de Castres. Ses habitants sont appelés les Lescoutois ou  Lescoutoises.

## Géographie

### Localisation
La commune est située dans la montagne Noire sur le Sor et sur l'ancienne route nationale 622, à l'est de Toulouse.

### Communes limitrophes
Les communes limitrophes sont  Lempaut, Saint-Avit, Saint-Germain-des-Prés, Soual et Verdalle.
| Saint-Germain-des-Prés | Soual      |          |
| Lempaut                | Lescout    | Verdalle |
|                        | Saint-Avit |          |

### Hydrographie
La commune est dans le bassin de la Garonne, au sein du bassin hydrographique Adour-Garonne. Elle est drainée par le Sor, le ruisseau du Taurou, le ruisseau de Malric et par divers petits cours d'eau, qui constituent un réseau hydrographique de 10 km de longueur totale,.
Le Sor, d'une longueur totale de 60,9 km, prend sa source dans la commune d'Arfons et s'écoule du nord-est au sud-ouest puis se réoriente au nord-ouest puis au nord. Il traverse la commune et se jette dans l'Agout à Sémalens, après avoir traversé 16 communes.
Le ruisseau du Taurou, d'une longueur totale de 11,8 km, prend sa source dans la commune de Dourgne et s'écoule vers le nord. Il traverse la commune et se jette dans le Sor sur le territoire communal, après avoir traversé 3 communes.

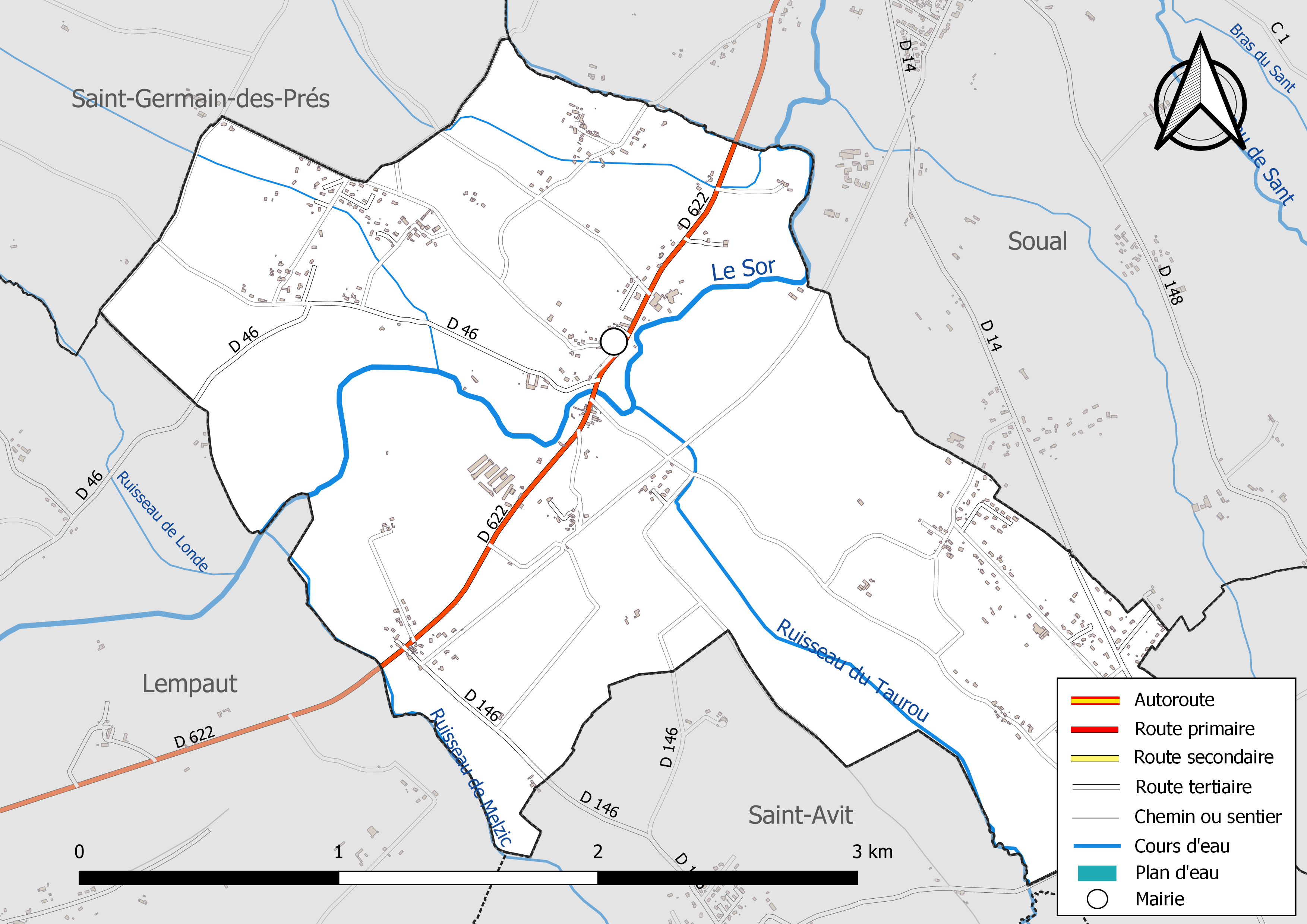
Réseaux hydrographique et routier de Lescout.

### Climat
Pour des articles plus généraux, voir Climat de l'Occitanie et Climat du Tarn.
En 2010, le climat de la commune est de type climat du Bassin du Sud-Ouest, selon une étude du Centre national de la recherche scientifique s'appuyant sur une série de données couvrant la période 1971-2000. En 2020, Météo-France publie une typologie des climats de la France métropolitaine dans laquelle la commune est exposée à un climat océanique altéré et est dans la région climatique Aquitaine, Gascogne, caractérisée par une pluviométrie abondante au printemps, modérée en automne, un faible ensoleillement au printemps, un été chaud (19,5 °C), des vents faibles, des brouillards fréquents en automne et en hiver et des orages fréquents en été (15 à 20 jours).
Pour la période 1971-2000, la température annuelle moyenne est de 13,4 °C, avec une amplitude thermique annuelle de 15,8 °C. Le cumul annuel moyen de précipitations est de 747 mm, avec 9,9 jours de précipitations en janvier et 5,3 jours en juillet. Pour la période 1991-2020, la température moyenne annuelle observée sur la station météorologique de Météo-France la plus proche, « Dourgne », sur la commune de Dourgne à 6 km à vol d'oiseau, est de 13,8 °C et le cumul annuel moyen de précipitations est de 896,4 mm. 
La température maximale relevée sur cette station est de 41,8 °C, atteinte le 23 août 2023 ; la température minimale est de −19,5 °C, atteinte le 16 janvier 1985,,.
Les paramètres climatiques de la commune ont été estimés pour le milieu du siècle (2041-2070) selon différents scénarios d'émission de gaz à effet de serre à partir des nouvelles projections climatiques de référence DRIAS-2020. Ils sont consultables sur un site dédié publié par Météo-France en novembre 2022.

### Milieux naturels et biodiversité
Aucun espace naturel présentant un intérêt patrimonial n'est recensé sur la commune dans l'inventaire national du patrimoine naturel,,.

## Urbanisme

### Typologie
Au 1er janvier 2024, Lescout est catégorisée commune rurale à habitat dispersé, selon la nouvelle grille communale de densité à sept niveaux définie par l'Insee en 2022.
Elle est située hors unité urbaine. Par ailleurs la commune fait partie de l'aire d'attraction de Castres, dont elle est une commune de la couronne,. Cette aire, qui regroupe 55 communes, est catégorisée dans les aires de 50 000 à moins de 200 000 habitants,.

### Occupation des sols
L'occupation des sols de la commune, telle qu'elle ressort de la base de données européenne d’occupation biophysique des sols Corine Land Cover (CLC), est marquée par l'importance des territoires agricoles (90 % en 2018), en diminution par rapport à 1990 (100 %). La répartition détaillée en 2018 est la suivante : 
terres arables (88,3 %), zones urbanisées (10 %), prairies (1,7 %). L'évolution de l’occupation des sols de la commune et de ses infrastructures peut être observée sur les différentes représentations cartographiques du territoire : la carte de Cassini (XVIIIe siècle), la carte d'état-major (1820-1866) et les cartes ou photos aériennes de l'IGN pour la période actuelle (1950 à aujourd'hui).

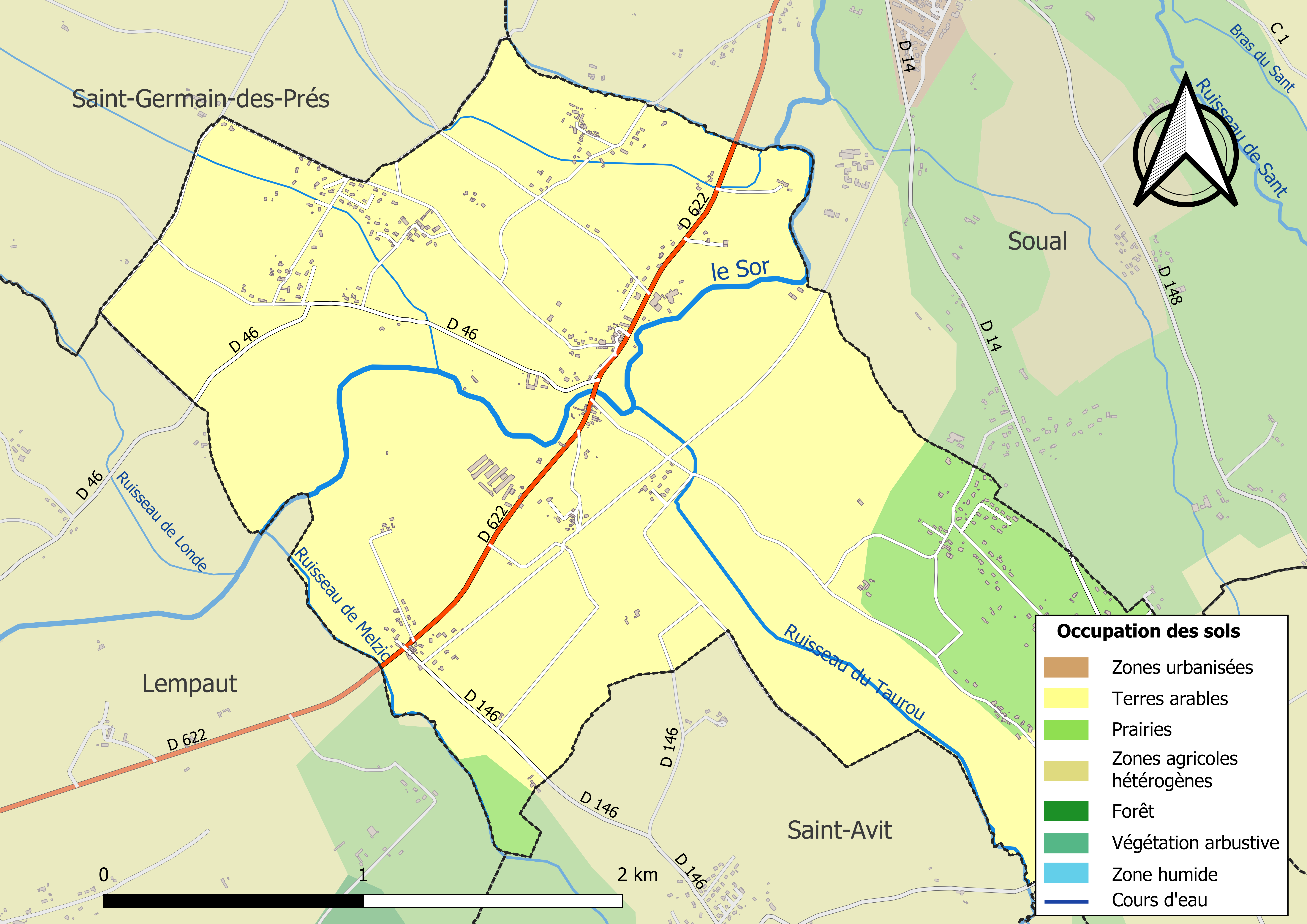
Carte des infrastructures et de l'occupation des sols de la commune en 2018 (CLC).

### Risques majeurs
Le territoire de la commune de Lescout est vulnérable à différents aléas naturels : météorologiques (tempête, orage, neige, grand froid, canicule ou sécheresse), inondations, mouvements de terrains et séisme (sismicité très faible). Il est également exposé à deux risques technologiques,  le transport de matières dangereuses et la rupture d'un barrage. Un site publié par le BRGM permet d'évaluer simplement et rapidement les risques d'un bien localisé soit par son adresse soit par le numéro de sa parcelle.

#### Risques naturels
Certaines parties du territoire communal sont susceptibles d’être affectées par le risque d’inondation par débordement de cours d'eau, notamment le Sor et le ruisseau du Taurou. La cartographie des zones inondables en ex-Midi-Pyrénées réalisée dans le cadre du XIe Contrat de plan État-région, visant à informer les citoyens et les décideurs sur le risque d’inondation, est accessible sur le site de la DREAL Occitanie. La commune a été reconnue en état de catastrophe naturelle au titre des dommages causés par les inondations et coulées de boue survenues en 1982, 1992, 2000, 2009, 2013 et 2018,.
Lescout est exposée au risque de feu de forêt. En 2022, il n'existe pas de Plan de Prévention des Risques incendie de forêt (PPRif). Le débroussaillement aux abords des maisons constitue l’une des meilleures protections pour les particuliers contre le feu,.

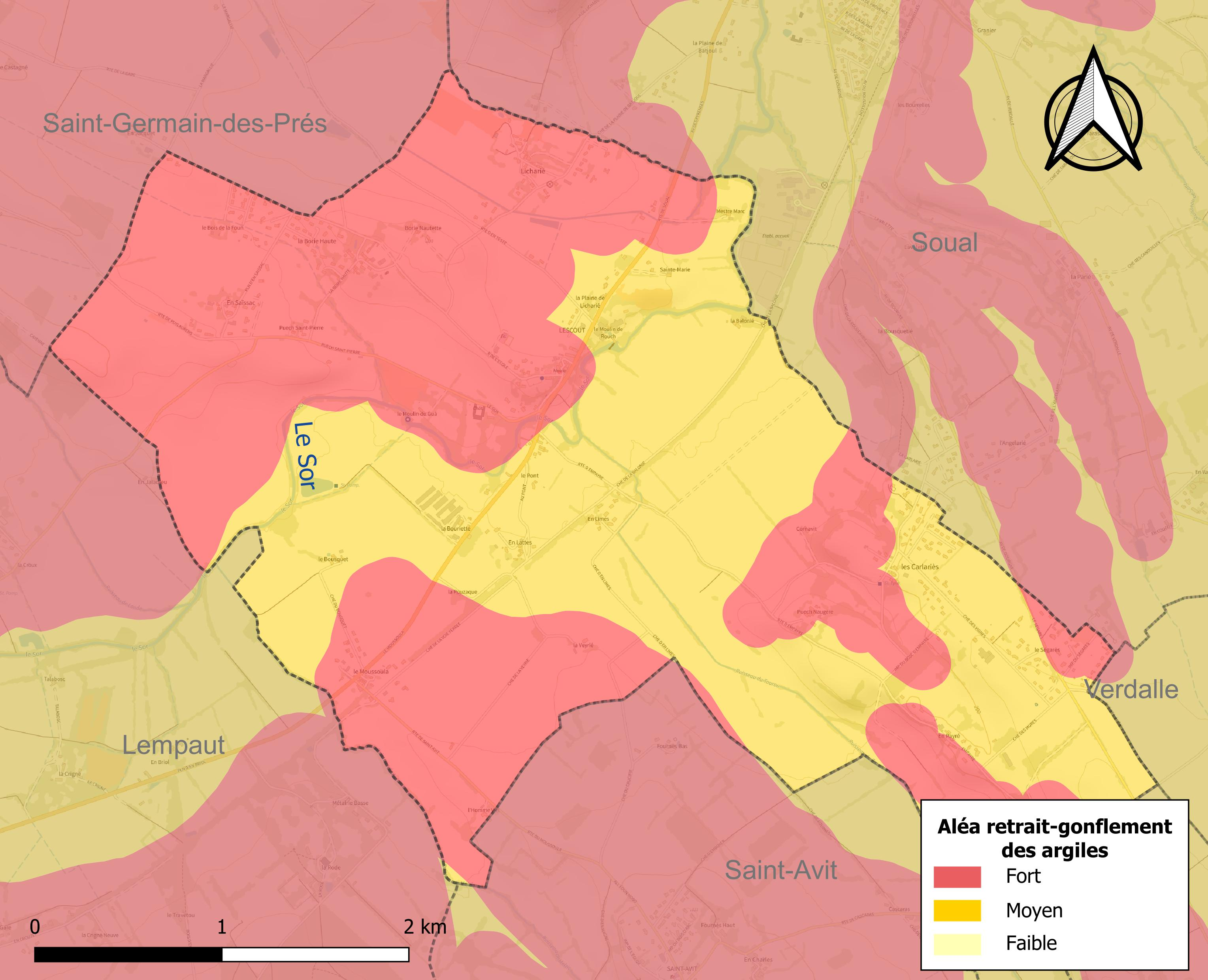
Carte des zones d'aléa retrait-gonflement des sols argileux de Lescout.

La commune est vulnérable au risque de mouvements de terrains constitué principalement du retrait-gonflement des sols argileux. Cet aléa est susceptible d'engendrer des dommages importants aux bâtiments en cas d’alternance de périodes de sécheresse et de pluie. La totalité de la commune est en aléa moyen ou fort (76,3 % au niveau départemental et 48,5 % au niveau national). Sur les 266 bâtiments dénombrés sur la commune en 2019, 266 sont en aléa moyen ou fort, soit 100 %, à comparer aux 90 % au niveau départemental et 54 % au niveau national. Une cartographie de l'exposition du territoire national au retrait gonflement des sols argileux est disponible sur le site du BRGM,.
Par ailleurs, afin de mieux appréhender le risque d’affaissement de terrain, l'inventaire national des cavités souterraines permet de localiser celles situées sur la commune.

#### Risques technologiques
Le risque de transport de matières dangereuses sur la commune est lié à sa traversée par des infrastructures routières ou ferroviaires importantes ou la présence d'une canalisation de transport d'hydrocarbures. Un accident se produisant sur de telles infrastructures est susceptible d’avoir des effets graves sur les biens, les personnes ou l'environnement, selon la nature du matériau transporté. Des dispositions d’urbanisme peuvent être préconisées en conséquence.
La commune est en outre située en aval d'un barrage de classe A. À ce titre elle est susceptible d’être touchée par l’onde de submersion consécutive à la rupture de cet ouvrage.

## Toponymie
Son nom occitan et son gentilé en occitan sont respectivement L'escot et los Lescotòls. D'ailleurs, le nom Lescout vient de l'occitan « poste de guet, d'écoute » (L'Escout 1173).

## Héraldique

Blason de Lescout

Son blasonnement est : D'azur au pal bretessé d'or.

## Politique et administration
Rattachée depuis 2015 au canton du Pastel, la commune fait partie de la Communauté de communes “Sor et Agout”.

### Liste des maires
| Période    | Période  | Identité        | Étiquette | Qualité |
| ---------- | -------- | --------------- | --------- | ------- |
| avant 1995 | 1995     | Robert Lagasse  | DVD       |         |
| 1995       | 2008     | Francis Carrade |           |         |
| 2008       | En cours | Serge Gavalda   | DVG       |         |

## Démographie
| 1793 | 1800 | 1806 | 1821 | 1831 | 1836 | 1841 | 1846 | 1851 |
| ---- | ---- | ---- | ---- | ---- | ---- | ---- | ---- | ---- |
| 510  | 572  | 516  | 510  | 626  | 585  | 582  | 614  | 579  |

| 1856 | 1861 | 1866 | 1872 | 1876 | 1881 | 1886 | 1891 | 1896 |
| ---- | ---- | ---- | ---- | ---- | ---- | ---- | ---- | ---- |
| 549  | 510  | 536  | 534  | 502  | 501  | 502  | 436  | 390  |

| 1901 | 1906 | 1911 | 1921 | 1926 | 1931 | 1936 | 1946 | 1954 |
| ---- | ---- | ---- | ---- | ---- | ---- | ---- | ---- | ---- |
| 401  | 366  | 342  | 331  | 306  | 290  | 292  | 289  | 283  |

| 1962 | 1968 | 1975 | 1982 | 1990 | 1999 | 2004 | 2006 | 2009 |
| ---- | ---- | ---- | ---- | ---- | ---- | ---- | ---- | ---- |
| 266  | 245  | 254  | 344  | 416  | 409  | 448  | 473  | 565  |

| 2014 | 2019 | 2022 | - | - | - | - | - | - |
| ---- | ---- | ---- | - | - | - | - | - | - |
| 691  | 731  | 774  | - | - | - | - | - | - |

## Économie

### Revenus
En 2018, la commune compte 263 ménages fiscaux, regroupant 707 personnes. La médiane du revenu disponible par unité de consommation est de 20 780 € (20 400 € dans le département).

### Emploi
|                | 2008  | 2013  | 2018  |
| -------------- | ----- | ----- | ----- |
| Commune        | 9,5 % | 9,7 % | 8,5 % |
| Département    | 8,2 % | 9,9 % | 10 %  |
| France entière | 8,3 % | 10 %  | 10 %  |

En 2018, la population âgée de 15 à 64 ans s'élève à 439 personnes, parmi lesquelles on compte 82,2 % d'actifs (73,7 % ayant un emploi et 8,5 % de chômeurs) et 17,8 % d'inactifs,. En  2018, le taux de chômage communal (au sens du recensement) des 15-64 ans est inférieur à celui de la France et du département, alors qu'en 2008 la situation était inverse.
La commune fait partie de la couronne de l'aire d'attraction de Castres, du fait qu'au moins 15 % des actifs travaillent dans le pôle,. Elle compte 64 emplois en 2018, contre 74 en 2013 et 82 en 2008. Le nombre d'actifs ayant un emploi résidant dans la commune est de 324, soit un indicateur de concentration d'emploi de 19,8 % et un taux d'activité parmi les 15 ans ou plus de 66,8 %.
Sur ces 324 actifs de 15 ans ou plus ayant un emploi, 32 travaillent dans la commune, soit 10 % des habitants. Pour se rendre au travail, 95,1 % des habitants utilisent un véhicule personnel ou de fonction à quatre roues, 1,5 % les transports en commun, 1,5 % s'y rendent en deux-roues, à vélo ou à pied et 1,8 % n'ont pas besoin de transport (travail au domicile).

### Activités hors agriculture
35 établissements sont implantés  à Lescout au 31 décembre 2019. Le tableau ci-dessous en détaille le nombre par secteur d'activité et compare les ratios avec ceux du département,.
| Secteur d'activité                                                                                        | Commune | Commune | Département |
| Secteur d'activité                                                                                        | Nombre  | %       | %           |
| --- | ------- | ------- | ----------- |
| Ensemble                                                                                                  | 35      | 100 %   | (100 %)     |
| Industrie manufacturière, industries extractives et autres                                                | 7       | 20 %    | (13 %)      |
| Construction                                                                                              | 5       | 14,3 %  | (12,5 %)    |
| Commerce de gros et de détail, transports, hébergement et restauration                                    | 6       | 17,1 %  | (26,7 %)    |
| Information et communication                                                                              | 1       | 2,9 %   | (2,1 %)     |
| Activités financières et d'assurance                                                                      | 1       | 2,9 %   | (3,3 %)     |
| Activités immobilières                                                                                    | 1       | 2,9 %   | (4,2 %)     |
| Activités spécialisées, scientifiques et techniques et activités de services administratifs et de soutien | 9       | 25,7 %  | (13,8 %)    |
| Administration publique, enseignement, santé humaine et action sociale                                    | 2       | 5,7 %   | (15,5 %)    |
| Autres activités de services                                                                              | 3       | 8,6 %   | (9 %)       |

Le secteur des activités spécialisées, scientifiques et techniques et des activités de services administratifs et de soutien est prépondérant sur la commune puisqu'il représente 25,7 % du nombre total d'établissements de la commune (9 sur les 35 entreprises implantées  à Lescout), contre 13,8 % au niveau départemental.

### Agriculture
La commune est dans le Lauragais tarnais, une petite région agricole située dans le sud-ouest du département du Tarn. En 2020, l'orientation technico-économique de l'agriculture  sur la commune est l'élevage de volailles. 
|               | 1988 | 2000 | 2010 | 2020 |
| ------------- | ---- | ---- | ---- | ---- |
| Exploitations | 21   | 15   | 12   | 11   |
| SAU (ha)      | 520  | 469  | 595  | 491  |

Le nombre d'exploitations agricoles en activité et ayant leur siège dans la commune est passé de 21 lors du recensement agricole de 1988  à 15 en 2000 puis à 12 en 2010 et enfin à 11 en 2020, soit une baisse de 48 % en 32 ans. Le même mouvement est observé à l'échelle du département qui a perdu pendant cette période 58 % de ses exploitations,. La surface agricole utilisée sur la commune a également diminué, passant de 520 ha en 1988 à 491 ha en 2020. Parallèlement la surface agricole utilisée moyenne par exploitation a augmenté, passant de 25 à 45 ha.

## Culture locale et patrimoine

### Pigeonnier
Le pigeonnier de Lescout est un édifice emblématique de la commune, situé au bord de la route qui conduit de Revel à Soual. Il s'agit d'un pigeonnier sur piliers de type castrais rénové en 1998 avec la municipalité de Francis Carrade. Il se trouvait à l'origine à la Licharié, et a été rebâti en totalité à l'emplacement d'un ancien lavoir. Ses piliers et chapiteaux en pierre datent des XIIIe et XIVe siècles. Le corps du pigeonnier est en colombage (brique et bois), et la toiture est couverte d'ardoises. Les plages d'envol et la porte sont en bois. Il possédait auparavant un escalier en bois qui a été retiré. L'épi de faitage, en terre cuite, représente un pigeon. Le pigeonnier se trouve à proximité d'un monument historique, le château de Gua.

### Château du Gua
Le château du Gua est inscrit aux monuments historiques depuis le 7 septembre 1978.

### Église paroissiale
L'église paroissiale Notre-Dame de Lescout, datée de 1844, contient une fresque du XIXe siècle ainsi qu'une statue de saint Vincent.

## Pour approfondir